# Astragalus leucocephalus
Astragalus leucocephalus är en ärtväxtart som beskrevs av Aleksandr Andrejevitj Bunge. Astragalus leucocephalus ingår i släktet vedlar, och familjen ärtväxter. Inga underarter finns listade i Catalogue of Life.